# Fotbollsgymnasium
Fotbollsgymnasium är en speciell inriktning på diverse gymnasieskolor i Sverige. Tanken är att talangfulla och duktiga fotbollsspelare ska kunna kombinera fotboll med studier. Målet är oftast elitinriktat där målet är att så många spelare som möjligt ska nå elitnivå. Även skol-SM anordnas mellan de olika fotbollsgymnasierna i Sverige.